# تلمبه حسین غفور
تلمبه حسین غفور یک منطقهٔ مسکونی در ایران است که در دهستان کبوترخان واقع شده‌است. تلمبه حسین غفور ۴۸ نفر جمعیت دارد.